# Villers-en-Ouche
Pour les articles homonymes, voir Villers.
Villers-en-Ouche est une ancienne commune française, située dans le département de l'Orne en région Normandie, devenue le 1er janvier 2016 une commune déléguée au sein de la commune nouvelle de La Ferté-en-Ouche.
Elle est peuplée de 318 habitants.

## Géographie
Comme l'indique son nom, la commune est en pays d'Ouche. Son bourg est à 16 km au nord-est de Gacé, à 19 km au nord-ouest de L'Aigle, à 21 km au sud d'Orbec et à 23 km au sud-est de Vimoutiers.
| Monnai                     | Saint-Laurent-du-Tencement (Eure) | Anceins            |
| Heugon                     | Villers-en-Ouche                  | Anceins            |
| Saint-Nicolas-des-Laitiers | Bocquencé                         | Anceins, Bocquencé |

## Toponymie
L'appellatif toponymique Villers est issu du gallo-roman villare, issu lui-même du latin villa rustica, « domaine rural ». Il est ici adjoint du nom du pays d'Ouche.
Le gentilé est Villerois.

## Politique et administration
| Période                                  | Période       | Identité          | Étiquette | Qualité |
| ---------------------------------------- | ------------- | ----------------- | --------- | --- |
| Les données manquantes sont à compléter. |               |                   |           | |
|                                          |               |                   |           | |
|                                          | 1972          | André Paris       |           | Mort en fonction |
| 1972                                     | mars 2001     | Michel Quatravaux |           | Agriculteur puis directeur de l’usine de fabrication d’aliments à Orbec Chevalier de l’Ordre national du Mérite Chevalier de l’Ordre des Palmes Académiques Chevalier de l’Ordre du Mérite agricole |
| mars 2001                                | décembre 2015 | Jacques Coispel,  | SE        | Agriculteur |

Compte tenu de la population de la commune, son conseil municipal était composé de onze membres dont le maire et ses adjoints.

## Démographie
En 2021, la commune comptait 318 habitants. Depuis 2004, les enquêtes de recensement dans les communes de moins de 10 000 habitants ont lieu tous les cinq ans (en 2004, 2009, 2014, etc. pour Villers-en-Ouche) et les chiffres de population municipale légale des autres années sont des estimations.
Villers-en-Ouche a compté jusqu'à 682 habitants en 1800.
| 1793 | 1800 | 1806 | 1821 | 1836 | 1841 | 1846 | 1851 | 1856 |
| ---- | ---- | ---- | ---- | ---- | ---- | ---- | ---- | ---- |
| 608  | 682  | 618  | 606  | 620  | 616  | 614  | 602  | 546  |

| 1861 | 1866 | 1872 | 1876 | 1881 | 1886 | 1891 | 1896 | 1901 |
| ---- | ---- | ---- | ---- | ---- | ---- | ---- | ---- | ---- |
| 550  | 557  | 606  | 558  | 537  | 505  | 503  | 492  | 475  |

| 1906 | 1911 | 1921 | 1926 | 1931 | 1936 | 1946 | 1954 | 1962 |
| ---- | ---- | ---- | ---- | ---- | ---- | ---- | ---- | ---- |
| 467  | 457  | 418  | 418  | 445  | 431  | 457  | 415  | 399  |

| 1968 | 1975 | 1982 | 1990 | 1999 | 2004 | 2009 | 2014 | 2019 |
| ---- | ---- | ---- | ---- | ---- | ---- | ---- | ---- | ---- |
| 378  | 368  | 338  | 330  | 304  | 333  | 346  | 344  | 328  |

## Lieux et monuments
- Le manoir des XVIIe et XVIIIe siècles et son parc du XVIIe font l'objet d'une inscription au titre des Monuments historiques[12],[13]. La chambre à alcôve et le cabinet attenant avec leurs décors de papiers peints sont classés. Le colombier du XVe est également inscrit.
- Église Saint-Pierre, du XVIe siècle, refaite au XIXe.

## Activité, label et manifestations

### Label
La commune est une ville fleurie (deux fleurs) au concours des villes et villages fleuris.